# Magic Pockets (entreprise)
Cet article concerne le studio de développement. Pour le jeu vidéo, voir Magic Pockets.
Magic Pockets est un studio indépendant de développement de jeux vidéo, fondé en 2001 par son président actuel, Eric Zmiro, et basé à Torcy. Acheté par Take-Two Interactive en 2005, le studio reprend son indépendance en 2007, quadruplant ses effectifs.
Le studio a développé et porté plus de 48 jeux sur Game Boy Advance, Nintendo DS, Nintendo 3DS, Wii, Wii U, iOS et Android.
Il est le développeur, entre autres, de trois opus de Harry Potter, de différents portages de Baldur's Gate, des Sim's Medieval sur iOS et d'une partie de la collection Lea Passion d'Ubisoft.

## Jeux développés
| Titre                                          | Éditeur                | Plates-formes                             | Année de sortie |
| ---------------------------------------------- | ---------------------- | ----------------------------------------- | --------------- |
| Action Man: Robot Atak                         | Atari                  | Game Boy Advance                          | 2004            |
| Antz Extreme Racing                            | LSP                    | Game Boy Advance                          | 2001            |
| Bakugan: Battle Trainer                        | Activision             | Nintendo DS                               | 2010            |
| Baldur's Gate: Dark Alliance                   | Destination Software   | Game Boy Advance                          | 2004            |
| Castleween                                     | Wanadoo                | Game Boy Advance                          | 2003            |
| Catwoman                                       | Electronic Arts        | Game Boy Advance                          | 2004            |
| L'Île aux dauphins                             | Ubisoft                | Nintendo DS                               | 2007            |
| L'Île aux dauphins : Underwater Adventures     | Ubisoft                | Nintendo DS                               | 2009            |
| Extreme Ghostbusters: Code Ecto-1              | LSP                    | Game Boy Advance                          | 2001            |
| F1 2002                                        | Electronic Arts        | Game Boy Advance                          | 2003            |
| Ghost Rider                                    | Electronic Arts        | Game Boy Advance                          | 2006            |
| Gremlins: Stripe vs. Gizmo                     | LSP                    | Game Boy Advance                          | 2001            |
| Harry Potter et la Coupe de feu                | Electronic Arts        | Game Boy Advance et Nintendo DS           | 2005            |
| Harry Potter : Coupe du monde de Quidditch     | Electronic Arts        | Game Boy Advance                          | 2003            |
| Léa passion : Maîtresse d'école                | Ubisoft                | Nintendo DS                               | 2008            |
| Léa passion : Maitresse d'école - Classe verte | Ubisoft                | Nintendo DS                               | 2009            |
| Léa Passion : Vétérinaire - Safari             | Ubisoft                | Nintendo DS                               | 2009            |
| Inspector Gadget                               | LSP                    | Game Boy Advance                          | 2001            |
| Tim Power : Héros du feu                       | Ubisoft                | Nintendo DS                               | 2008            |
| Tim Power : Bricoleur de génie                 | Ubisoft                | Nintendo DS                               | 2008            |
| Tim Power : Justicier dans la ville            | Ubisoft                | Nintendo DS                               | 2008            |
| Mini Ninjas                                    | Eidos                  | Nintendo DS                               | 2009            |
| Ocean Patrol: Marine Rescue                    | Ubisoft                | Nintendo DS                               | 2008            |
| Popeye: Rush for Spinach                       | Namco                  | Game Boy Advance                          | 2003            |
| Pro Beach Soccer                               | Wanadoo                | Game Boy Advance                          | 2002            |
| Road Rash: Jailbreak                           | Destination Software   | Game Boy Advance                          | 2003            |
| Le Cirque des Tigres                           | Ubisoft                | Nintendo DS                               | 2008            |
| Undead: In the Last Refuge                     | NA                     | iOS                                       | 2010            |
| Rapala Pro Bass Fishing 2010                   | Activision             | Nintendo DS et iOS                        | 2010            |
| Battleship                                     | Activision             | Nintendo DS, Nintendo 3DS et Nintendo Wii | 2012            |
| Bakugan: Rise of the Resistance                | Activision             | Nintendo DS                               | 2011            |
| Les Sims Medieval                              | Electronic Arts        | iOS                                       | 2011            |
| Mini Ninjas                                    | Square Enix            | iOS, Android                              | 2012            |
| Léa passion : Vie de fashionista 3D            | Ubisoft                | Nintendo 3DS                              | 2012            |
| House of the Dead : Overkill - The Lost Reels  | Sega                   | iOS , Android                             | 2013            |
| Cartoon Network: Battle Crashers (en)          | GameMill Entertainment | Nintendo 3DS, Xbox One, PS4               | 2016            |
| Sports Party                                   | Ubisoft                | Switch                                    | 2018            |
| My Universe: School Teacher                    | Microids               | XboxOne, PS4, Switch, Steam, MAC          | 2020            |
| Professor Rubik's Brain Fitness                | Microids               | XboxOne, PS4, Switch, Steam, MAC          | 2020            |